# Амос Тутувола
Амос Тутувола (англ. Amos Tutuola; 1920–1997) — нігерійський письменник. Відомий казково-фантастичними творами, заснованими на фольклорі народу йоруба.

## Біографія
Амос Тутувола народився у 1920 році в Абеокуті. Його батьки були селянами, які працювали на плантаціях какао. У віці сім років він став одним з перших нігерійців, що змогли отримати початкову освіту в школі Армії Спасіння. Після цього юнак вступив на курси для хлопчиків, які готують клерків, бажаючи таким чином забезпечити собі гарантію оплати навчання в Англіканській школі. Але 1939 році змушений залишити навчання: в цьому році помер його батько і хтось повинен був утримувати сім'ю.
У 1942-45 роках Тутувола служив в Королівських Повітряних силах, застосовуючи там свій талант коваля. Писати почав після Другої світової війни, коли в якомусь журналі випадково натрапив на рекламу про збирання казок народу йоруба. Тутуола непогано знав місцевий фольклор, а ще в школі володів талантом гарного оповідача. У 1946 році написав свою першу повість «Пальмовий п'янар». Амос відправив рукопис за оглошенням у газеті. Відповідь прийшла через два тижні. Йому написали, що рукописи, які не містять текстів на релігійні теми, а саме на християнські, - не приймаються. Проте видавці вирішили знайти того, хто б міг опублікувати його розповідь. Книга вийшла в світ у 1952 році і згодом була перекладена на 15 мов.
Багато років Амос Тутувола працював оповідачем історій на Нігерійському радіо,  тісно співпрацював з університетами, де брав участь і в науково-досліднцькій роботі, і в різних програмах, присвячених письменницькій праці. Ще у 1947 році одружився з Вікторією Алака, з якою мав восьмеро дітей. Помер Тутуола 8 червня 1997 року, від гіпертонії і діабету.

## Вибрані твори
- Любитель пальмового вина // The Palm-Wine Drinkard (1946, опублікований 1952)
- Моє життя у пралісі вампірів // My Life in the Bush of Ghosts (1954)
- Сімбі і сатир у темних джунглях // Simbi and the Satyr of the Dark Jungle (1955)
- Бравий африканський мисливець // The Brave African Huntress (1958)
- Периста жінка з джунглів // Feather Woman of the Jungle (1962)
- Аджай та його успадкована бідність// Ajaiyi and his Inherited Poverty (1967)
- Відьма-травниця Віддаленого міста // The Witch-Herbalist of the Remote Town (1981)
- Дикий мисливець в лісі духів // The Wild Hunter in the Bush of the Ghosts (1982)
- Народні казки йоруба // Yoruba Folktales (1986)
- Паупер, скандальник і наклепник // Pauper, Brawler and Slanderer (1987)
- Сільський лікар та інші оповідання //  The Village Witch Doctor and Other Stories (1990)